# Coppa di Francia 2014-2015
La Coupe de France 2014-2015 è stata la 98ª edizione della manifestazione organizzata dalla FFF. È iniziata il 13 settembre 2014 e si è conclusa il 30 maggio 2015 con la finale allo Stade de France di Saint-Denis.
Il Paris SG ha conquistato il trofeo per la nona volta, diventando la prima squadra francese a vincere tutti i quattro tornei nazionali (Ligue 1, Coupe de France, Coupe de la Ligue e Trophée des champions) in una singola stagione.
Essendo il Paris SG qualificato alla UEFA Champions League 2015-2016, il posto in UEFA Europa League 2015-2016 è stato attribuito alla squadra sesta classificata in Ligue 1 2014-2015.

## Regolamento
La manifestazione era costituita da tredici turni, oltre alla finale, tutti ad eliminazione diretta.
Ai primi due turni, denominati Qualificazioni regionali, hanno preso parte le formazioni dilettantistiche inferiori alla quarta divisione. Al terzo turno sono entrate le squadre del CFA 2, quelle del CFA al quarto e quelle del Championnat National al quinto. Al settimo turno sono state ammesse le formazioni militanti in Ligue 2 e le sette squadre d'oltremare.
La fase finale ha preso il via con i trentaduesimi di finale, corrispondenti al nono turno, dove sono entrate in scena le venti squadre di Ligue 1.

## Calendario
| Fase                     | Turno                   | Partita unica        |                      |
| ------------------------ | ----------------------- | -------------------- | -------------------- |
| Qualificazioni regionali | Primo turno             | Date regionali       | Date regionali       |
| Qualificazioni regionali | Secondo turno           | Date regionali       | Date regionali       |
| Preliminari              | Terzo turno             | 13/14 settembre 2014 | 13/14 settembre 2014 |
| Preliminari              | Quarto turno            | 28 settembre 2014    | 28 settembre 2014    |
| Preliminari              | Quinto turno            | 12 ottobre 2014      | 12 ottobre 2014      |
| Preliminari              | Sesto turno             | 26 ottobre 2014      | 26 ottobre 2014      |
| Preliminari              | Settimo turno           | 15/16 novembre 2014  | 15/16 novembre 2014  |
| Preliminari              | Ottavo turno            | 6/7 dicembre 2014    | 6/7 dicembre 2014    |
| Fase Finale              | Trentaduesimi di finale | 3-5 gennaio 2015     | 3-5 gennaio 2015     |
| Fase Finale              | Sedicesimi di finale    | 20-23 gennaio 2015   | 20-23 gennaio 2015   |
| Fase Finale              | Ottavi di finale        | 10/11 febbraio 2015  | 10/11 febbraio 2015  |
| Fase Finale              | Quarti di finale        | 3/4 marzo 2015       | 3/4 marzo 2015       |
| Fase Finale              | Semifinali              | 7/8 aprile 2015      | 7/8 aprile 2015      |
| Fase Finale              | Finale                  | 30 maggio 2015       | 30 maggio 2015       |

## Fase finale

### Trentaduesimi di finale
| Squadra 1            | Risultato       | Squadra 2           |
| -------------------- | --------------- | ------------------- |
| 3 gennaio 2015       |                 |                     |
| Le Mans              | 1 - 3           | Tours               |
| Red Star             | 2 - 1           | Arles               |
| Brest                | 1 - 0           | Laval               |
| Bobigny              | 0 - 3           | Évian TG            |
| Lusitanos Saint-Maur | 1 - 3           | Stade Reims         |
| Nantes               | 4 - 0           | Club Franciscain    |
| Boulogne             | 5 - 4           | Sarre-Union         |
| Jura                 | 3 - 0           | Saint-Louis Neuweg  |
| Andrézieux           | 2 - 0           | Saint-Priest        |
| Bressuire            | 2 - 1           | Amiens              |
| Poiré-sur-Vie        | 3 - 1           | Stade Plabennecois  |
| Valenciennes         | 2 - 0           | Nizza               |
| Luçon                | 0 - 1           | Châteauroux         |
| Concarneau           | 1 - 0           | Niort               |
| Quevilly-Rouen       | 3 - 3 (5-3 dtr) | Orléans             |
| St Omer              | 0 - 5           | Croix               |
| Bastia               | 2 - 0           | Lilla               |
| Avranches            | 1 - 0           | Lorient             |
| 4 gennaio 2015       |                 |                     |
| Pagny Moselle        | 1 - 3           | Yzeure              |
| Épinal               | 1 - 2           | Metz                |
| Saint-Étienne        | 1 - 0 (dts)     | Nancy               |
| Lens                 | 2 - 3           | Olympique Lione     |
| Nîmes                | 0 - 2           | Monaco              |
| Bordeaux             | 2 - 1           | Tolosa              |
| Marseille Consolat   | 3 - 0           | Ajaccio             |
| Dinan Lehon          | 0 - 3           | Guingamp            |
| Beauvais             | 0 - 0 (5-6 dtr) | SO Cholet           |
| Auxerre              | 1 - 0           | Strasburgo          |
| Dunkerque            | 1 - 2           | Rennes              |
| Caen                 | 2 - 3 (dts)     | Digione             |
| Grenoble             | 3 - 3 (5-4 dtr) | Olympique Marsiglia |
| 5 gennaio 2015       |                 |                     |
| Montpellier          | 0 - 3           | Paris Saint-Germain |

### Sedicesimi di finale
| Squadra 1           | Risultato       | Squadra 2          |
| ------------------- | --------------- | ------------------ |
| 20 gennaio 2015     |                 |                    |
| Quevilly-Rouen      | 1 - 1 (3-1 dtr) | Bastia             |
| Avranches           | 0 - 3 (dts)     | Metz               |
| Jura                | 0 - 1           | Auxerre            |
| Andrézieux          | 1 - 2           | Croix              |
| Yzeure              | 2 - 0           | Valenciennes       |
| Concarneau          | 1 - 0 (dts)     | Digione            |
| Nantes              | 3 - 2           | Olympique Lione    |
| 21 gennaio 2015     |                 |                    |
| Monaco              | 2 - 0           | Évian TG           |
| Tours               | 3 - 5 (dts)     | Saint-Étienne      |
| Boulogne            | 1 - 0           | Grenoble           |
| Guingamp            | 2 - 0           | Châteauroux        |
| Bressuire           | 0 - 1 (dts)     | Le Poire           |
| SO Cholet           | 1 - 3 (dts)     | Brest              |
| Paris Saint-Germain | 2 - 1           | Bordeaux           |
| 22 gennaio 2015     |                 |                    |
| Rennes              | 1 - 1 (5-4 dtr) | Stade Reims        |
| 23 gennaio 2015     |                 |                    |
| Red Star            | 2 - 0           | Marseille Consolat |

### Ottavi di finale
| Squadra 1           | Risultato       | Squadra 2      |
| ------------------- | --------------- | -------------- |
| 10 febbraio 2015    |                 |                |
| Boulogne            | 2 - 0           | Quevilly-Rouen |
| Le Poire            | 1 - 1 (5-6 dtr) | Auxerre        |
| Croix               | 0 - 0 (1-4 dtr) | Concarneau     |
| Red Star            | 1 - 2           | Saint-Étienne  |
| 11 febbraio 2015    |                 |                |
| Yzeure              | 1 - 3 (dts)     | Guingamp       |
| Monaco              | 3 - 1           | Rennes         |
| Paris Saint-Germain | 2 - 0           | Nantes         |
| 12 febbraio 2015    |                 |                |
| Metz                | 0 - 0 (3-4 dtr) | Brest          |

### Quarti di finale
| Squadra 1           | Risultato       | Squadra 2     |
| ------------------- | --------------- | ------------- |
| 3 marzo 2015        |                 |               |
| Boulogne            | 1 - 1 (3-4 dtr) | Saint-Étienne |
| 4 marzo 2015        |                 |               |
| Paris Saint-Germain | 2 - 0           | Monaco        |
| 5 marzo 2015        |                 |               |
| Brest               | 0 - 0 (2-4 dtr) | Auxerre       |
| Concarneau          | 1 - 2           | Guingamp      |

### Semifinali
| Squadra 1           | Risultato | Squadra 2     |
| ------------------- | --------- | ------------- |
| 7 aprile 2015       |           |               |
| Auxerre             | 1 - 0     | Guingamp      |
| 8 aprile 2015       |           |               |
| Paris Saint-Germain | 4 - 1     | Saint-Étienne |

### Finale
| Squadra 1 | Risultato | Squadra 2           |
| --------- | --------- | ------------------- |
| Auxerre   | 0 - 1     | Paris Saint-Germain |

| Arbitro: | Antony Gautier |

|  |           |            |
|  | Marcatori | 65’ Cavani |

| Auxerre | Paris SG |

#### Formazioni
| Auxerre (4-4-2)   |    |                          |     |     |
|                   |    |                          |     |     |
| P                 | 30 | Donovan Léon             |     |     |
| D                 | 2  | Ruben Aguilar            |     |     |
| D                 | 3  | Thomas Fontaine          |     |     |
| D                 | 17 | Karim Djellabi           | 28’ |     |
| D                 | 28 | Sébastien Puygrenier (c) |     |     |
| C                 | 6  | Jamel Aït Ben Idir       | 90’ |     |
| C                 | 15 | Amara Baby               |     | 82’ |
| C                 | 20 | Grégory Berthier         |     | 80’ |
| C                 | 27 | Rémi Mulumba             |     | 86’ |
| A                 | 26 | Cheick Diarra            | 76’ |     |
| A                 | 9  | Frédéric Sammaritano     |     |     |
| A disposizione:   |    |                          |     |     |
| P                 | 16 | Geoffrey Lembet          |     |     |
| D                 | 5  | Henri Junior Ndong       |     |     |
| C                 | 7  | Pierre Bouby             |     |     |
| C                 | 8  | Samed Kılıç              |     |     |
| C                 | 94 | Alexandre Vincent        |     | 86’ |
| A                 | 10 | Julien Viale             |     | 82’ |
| A                 | 22 | Livio Nabab              |     | 80’ |
| Allenatore:       |    |                          |     |     |
| Jean-Luc Vannuchi |    |                          |     |     |

| Paris Saint-Germain (4-3-3) |    |                          |     |     |
|                             |    |                          |     |     |
| P                           | 1  | Nicolas Douchez          |     |     |
| D                           | 2  | Thiago Silva (c)         |     |     |
| D                           | 17 | Maxwell                  |     |     |
| D                           | 23 | Gregory van der Wiel     |     |     |
| D                           | 32 | David Luiz               |     |     |
| C                           | 8  | Thiago Motta             |     |     |
| C                           | 14 | Blaise Matuidi           |     |     |
| C                           | 24 | Marco Verratti           | 51’ |     |
| A                           | 7  | Lucas                    |     | 73’ |
| A                           | 9  | Edinson Cavani           |     |     |
| A                           | 10 | Zlatan Ibrahimović       |     |     |
| A disposizione:             |    |                          |     |     |
| P                           | 30 | Salvatore Sirigu         |     |     |
| D                           | 5  | Marquinhos               |     |     |
| D                           | 19 | Serge Aurier             |     |     |
| D                           | 21 | Lucas Digne              |     |     |
| C                           | 4  | Yohan Cabaye             |     |     |
| A                           | 15 | Jean-Christophe Bahebeck |     |     |
| A                           | 22 | Ezequiel Lavezzi         |     | 73’ |
| Allenatore:                 |    |                          |     |     |
| Laurent Blanc               |    |                          |     |     |